# Emilie Moberg
Pour les articles homonymes, voir Moberg.
Emilie Moberg, née le 12 juillet 1991 à Halden, est une coureuse cycliste norvégienne. C'est une sprinteuse.

## Biographie
Elle pratique le triathlon d'hiver dans sa jeunesse et y obtient des succès lors des championnats nationaux. Elle vit à Halden. 
En 2011, elle remporte la cinquième étape du Trophée d'Or au sprint. En septembre, elle bat sur le fil Lizzie Armitstead dans le sprint de la première étape du Tour de l'Ardèche.

### 2015
En 2015, elle se classe troisième  au sprint de la manche de Coupe du monde du Tour de Bochum.

## Palmarès sur route

### Palmarès par années
- 2008
  - 2e du championnat de Norvège du critérium juniors
- 2009
  - 3e du championnat de Norvège sur route juniors
  - 3e du championnat de Norvège du contre-la-montre juniors
- 2011
  - 5e étape du Trophée d'Or
  - 1re étape du Tour de l'Ardèche
  - 2e du championnat de Norvège sur route
- 2012
  - Tour de l'île de Zhoushan
  - 1re étape du Tour de l'île de Zhoushan
  - 3e du Grand Prix de Cholet
- 2013
  - 3e du championnat de Norvège sur route
- 2014
  - 4e du Tour de l'île de Chongming (Cdm)
- 2015
  - 2e et 4e étapes du Tour de Feminin - O cenu Ceskeho Svycarska
  - 3e du Tour de Bochum (Cdm)
- 2017
  - 5e étape de l'Healthy Ageing Tour
  - 1re et 3e étape du Tour de l'île de Zhoushan
  - 3e du Tour de l'île de Zhoushan
- 2019
  - 2e et 3e étapes du Tour d'Uppsala
- 2020
  - 3e du championnat de Norvège sur route

### Classements mondiaux
| Année                                 | 2010 | 2011 | 2012 | 2013 | 2014 | 2015 | 2016 | 2017 | 2018 | 2019 | 2020 | 2021 |
| ------------------------------------- | ---- | ---- | ---- | ---- | ---- | ---- | ---- | ---- | ---- | ---- | ---- | ---- |
| Classement UCI                        | 283e | 114e | 70e  | 216e | 58e  | 63e  | 58e  | 69e  | 337e | 277e | 223e | 121e |
| UCI World Tour                        |      |      |      |      |      |      | 51e  | 50e  | 154e | 262e | nc   | 123e |
|                                       |      |      |      |      |      |      |      |      |      |      |      |      |
| Légende : nc = non classéSource : UCI |      |      |      |      |      |      |      |      |      |      |      |      |

## Palmarès en VTT

### Palmarès par années
- 2008
  - 2e du championnat de Norvège de cross-crountry juniors

## Palmarès sur piste

### Championnats nationaux
- 2008
  - 3e du 500 m juniors
  - 3e de la poursuite juniors